# ناشر رأس الرجاء الصالح
ناشر رأس الرجاء الصالح أو الناشر الأصفر أو الناشر الأبيض (الاسم العلمي: Naja nivea) هو نوع من الزواحف، يتميز هذا الثعبان ببصق السم في عين الفريسة إذا كانت أكبر منها حجما ويتبع جنس الناشرات الحقيقية من فصيلة أماميات الأخاديد.